# نيكي آدامز
نيكي آدامز (بالإنجليزية: Nicky Adams)‏ (16 أكتوبر 1986 بولتن المملكة المتحدة - ) هو لاعب كرة قدم بريطاني يلعب كلاعب وسط.

## وصلات خارجية
نيكي آدامز على موقع قاعدة بيانات كرة القدم.إي يو (الإنجليزية)
- نيكي آدامز على موقع Soccerbase.com (لاعب) (الإنجليزية)
- نيكي آدامز على موقع Soccerway.com (الإنجليزية)